# Stefano Zarantonello
Stefano Zarantonello (Corral de Bustos, provincia de Córdoba, Argentina, 27 de mayo del 2000) es un futbolista argentino. Juega como delantero en el AC Marinhense de la tercera División de Portugal.

## Trayectoria
Stefano llegó a Talleres durante el 2015 procedente del Sporting Club de Corral de Bustos. Se destacó en el Torneo Internacional Sub-15 que se jugó en Córdoba, en el que fue el goleador del certamen con 5 tantos. Fue uno de los máximos anotadores de la Sexta División con 14 tantos a lo largo de la temporada.
En 2016, integró el plantel de la Séptima División de AFA, en la que se destacó por su capacidad goleadora, talento que le permitió obtener una convocatoria a la Selección Argentina sub-17.
En 2018, disputó la Copa Libertadores Sub-20 con Talleres. Durante los amistosos de preparación, anotó un gol ante Danubio Fútbol Club en la goleada 4-1. Luego, el equipo obtendría el quinto lugar tras ser eliminado en la fase de grupos. Durante ese año, sería nuevamente convocado a la Selección Argentina, pero esta vez para el Sub-19, junto a su compañero de equipo Federico Navarro. Fue campeón del Torneo de Reserva 2017-18 y más adelante firmó su primer contrato.
En 2021 pasó a préstamo a Villa Dálmine, donde hizo su debut en primera, y luego se desvinculó de la instución cordobesa para firmar en el AC Marinhense de la tercera División de Portugal.

## Clubes
| Club                     | País      | Año             |
| ------------------------ | --------- | --------------- |
| Talleres                 | Argentina | 2018 - 2020     |
| Villa Dálmine (préstamo) | Argentina | 2021            |
| AC Marinhense            | Portugal  | 2022 - presente |

## Palmarés
| Título            | Club     | País      | Año  |
| ----------------- | -------- | --------- | ---- |
| Torneo de Reserva | Talleres | Argentina | 2018 |